# تیپ ۱۷۷ پیاده تربت حیدریه
تیپ ۱۷۷ پیاده تربت حیدریه یا تیپ ۱۷۷ متحرک هجومی از تیپ‌های پیاده‌نظام نیروی زمینی ارتش جمهوری اسلامی ایران و زیرمجموعه لشکر ۷۷ پیاده خراسان است، که پادگان و ستاد فرماندهی آن در شهر تربت حیدریه، استان خراسان رضوی مستقر می‌باشد. تیپ ۱۷۷ پیاده تربت حیدریه در خلال جنگ ایران و عراق، از یگان‌های عمل‌کننده ارتش جمهوری اسلامی ایران و تحت امر لشکر ۷۷ پیاده خراسان بود و در طول جنگ هزار و ۵۲۰ نفر کشته و بالغ بر ۳ هزار مجروح داد. هم‌اکنون سرهنگ محمدرضا داوودی کیا فرماندهی تیپ ۱۷۷ پیاده تربت حیدریه را برعهده دارد.